# Johannes Lorenzsonn
Johannes Gustav Lorenzsonn, född 11 mars 1907 i Kuznetsk, Ryssland, död 15 december 1988 i Enköping, var en svensk veterinär. Han var morfar till radioprataren Lisa Tilling och musikern Erik Tilling.
Lorenzsonn var son till statsrådet Max Lorenzsonn och Erna Boening. Efter studentexamen i Dorpat 1927 studerade han vid veterinärfakulteten i Dorpat 1930–1937, blev veterinärmedicine doktor i Berlin 1944, besiktningsveterinär i Hamburg 1945, seminveterinär i Uppsala läns seminförening från 1948.
Han gifte sig 1936 med Medea Taube (1915–2007), dotter till medicine doktor Arvid Taube och Medea Kuntze. Deras barn är Hans-Holger (född 1938), Ines (född 1939), Anne-Marlen (född 1942) och Monika (född 1949).
Makarna Lorenzsonn är begravda på Enköpings Sankt Olof kyrkogård.